# زبان چینی
چینی (چینی ساده‌شده: 汉语، چینی سنتی: 漢語، پین‌یین: Hànyǔ، به معنای زبان هان) یک زبان طبیعی یک خانواده از زبان‌های نواخت‌بر و تحلیلی شرق آسیا است که شاخه زبان‌های چینی خانواده زبان‌های چینی-تبتی را می‌سازد. زبان‌های چینی توسط بیشتر مردم هان و دیگر اقلیت‌های قومی چین تکلم می‌شوند. ۱٫۲ میلیارد نفر انسان (حدود ۱۶٪ جمعیت دنیا) به یکی از گونه‌های چینی به عنوان زبان اول تسلط دارند.
گونه‌های چینی در میان سخنوران بومی خودشان بدون در نظر گرفتن میزان فهم متقابل به عنوان گویش محلی زبان چینی درنظر گرفته می‌شوند. اما به دلیل میزان کم فهم متقابل، این گونه‌ها در میان زبان‌شناسان به عنوان زبان‌هایی مستقل (شاید صدها زبان) دسته‌بندی می‌شوند و گاهی عنوان می‌شود زبان‌های چینی از زبان‌های رومی‌تبار متنوع‌ترند. تحقیقات دربارهٔ رابطه تاریخی بین زبان‌های چینی درحال آغاز است. هم‌اکنون بیشتر دسته‌بندی‌ها برای این زبان‌ها ۷ تا ۱۳ گروه اصلی منطقه‌ای را بر اساس تحولات آوایی اغلب سطحی در بر می‌گیرد که از بزرگترین آن‌ها می‌توان به ماندارین با حدود ۸۰۰ میلیون گویشور (مثل سیچوآنی)، مین با حدود ۷۵ میلیون گویشور (مثل هاکین)، وو با حدود ۷۴ میلیون گویشور (مثل شانگهایی) و یوئی با حدود ۶۸ میلیون گویشور (مثل کانتونی) اشاره کرد. سخنوران هر یک از این گروه‌ها نه تنها نسبت به سایر گروه‌ها، بلکه نسبت به هم‌گروه‌های خود نیز فهم متقابل ندارند. برای مثال چینی مین خود شامل زبان‌های بسیاری بدون فهم متقابل است و شاخه‌ی مین جنوبی نیز خود شامل چند زبان است. با این حال، چندین منطقه گذار وجود دارد، که زبان‌ها و لهجه‌ها از شاخه‌های مختلف ویژگی‌های لازم برای درک محدود بین مناطق همسایه را به اشتراک می‌گذارند. همه گونه‌های چینی حداقل در سطح پایینی نواخت‌بر و بسیار تحلیلی هستند.
چینی معیار گونهٔ استانداردشدهٔ چینی گفتاری برپایه گویش پکن ماندارین است. این زبان زبان رسمی چین و بسیار شبیه به ماندارین تایوانی، زبان رسمی تایوان و ماندارین سنگاپوری، زبان رسمی سنگاپور است. چینی همچنین یکی از شش زبان رسمی سازمان ملل متحد است. گونهٔ نوشتاری چینی (中文, Zhōngwén)، معروف به نویسه‌های چینی (汉字/漢字, Hànzì)، برپایه واژه‌نگاشت و بین سخنوران گونه‌های مختلف چینی رایج است. این نویسه‌ها کاملاً بر پایه نمادها و نشانه‌ها می‌باشند.

## نام
نام چین در فارسی امروزی از واژه چین در پارسی میانه ریشه گرفته که خود از زبان سانسکریت و واژهٔ قدیمی‌تر چینا گرفته شده‌است که با توجه به قدمت آن (سده پنجم پیش از میلاد) هنوز مشخص نیست که دقیقاً از کدام واژه گرفته شده‌است.
ورود این واژه به زبان‌های اروپایی در سده ۱۶ (میلادی) رخ داد، جایی که واژه چین وارد زبان پرتغالی شد و از پرتغالی وارد انگلیسی و سایر زبان‌های اروپا گردید.

## تاریخ
نخستین اثر مکتوب به زبان چینی مربوط به بیش از ۳۰۰۰ سال پیش در زمان دودمان شانگ است. با تکامل چینی در این دوره، گونه‌های مختلف محلی به مرور نسبت به هم غیرقابل درک شدند. در واکنش، دولت‌های مرکزی بارها و بارها در صدد ترویج یک زبان معیار واحد بودند.

### چینی کهن
نخستین نمونه‌های چینی مکتوب، کتیبه‌های الهی هستند که به خط جیا گو ون در حدود ۱۲۵۰ سال پیش از میلاد در اواخر دوران دودمان شانگ نوشته شدند. محققان با انجام روش‌های مختلف، سعی در بازسازی واجی چینی کهن دارند. ادبیات چینی در اواخر دورهٔ دودمان ژو به اوج و شکوفایی رسید و آثاری همچون منتخبات کنفوسیوس نوشته شد که منجر به پدید آمدن چینی کلاسیک شد. اگرچه بسیاری از جزئیات ناشناخته باقی مانده‌است، اما اکثر محققان بر این باورند که چینی کهن با چینی میانه تفاوت‌های بسیاری دارد.

### چینی میانه
چینی میانه زبانی بود که در دوران سلسله‌های شمالی و جنوبی و همچنین حکمرانی دودمان‌های سوئی، تانگ و سونگ کاربرد داشت. چینی میانه زبان واژه‌نامه قافیه چیه‌یون مربوط به سال ۶۰۱ میلادی است. اعتقاد برخی زبان‌شناسان بر این است که این واژه‌نامه در بر گیرنده گویش معیار چینی آن زمان بوده که در چانگ‌آن، پایتخت دودمان‌های سوئی و تانگ رواج داشته‌است. هرچند تحقیقات اخیر نشان داده که چیه‌یون ترکیبی از سنت‌های خوانشی و شاعرانه شمالی و جنوبی در اواخر دوره سلسله‌های شمالی و جنوبی بوده‌است.

### گونه‌های کلاسیک و ادبی
رابطه چینی‌های گفتاری و نوشتاری بسیار پیچیده‌است. گونه‌های گفتاری آن با میزان‌های مختلفی تکامل یافته‌اند، در حالی که خود چینی نوشتاری بسیار کمتر تغییر کرده‌است. ادبیات چینی کلاسیک از دوره بهار و پاییز آغاز شد.

### پیدایش گویش‌های شمالی
پس از سقوط دودمان سونگ شمالی، در طی حکمرانی دودمان کین و یوآن در شمال چین، یک گویش مشترک (که امروزه «ماندارین کهن» خوانده می‌شود) بر اساس لهجه‌های دشت شمال چین در اطراف پایتخت توسعه یافت. تا اوایل قرن بیستم، بیشتر مردم چین فقط با گویش محلی خود صحبت می‌کردند. مقامات دودمان‌های مینگ و چینگ در اقدامی، مدیریت امپراتوری را با استفاده از یک زبان مشترک بر اساس گونه‌های ماندارین به نام گوآنهوا (官话/官話، به معنای «زبان مقامات») انجام دادند. این زبان در بیشتر این دوران به صورت زبان کوینه برپایه گویش‌های موجود در اطراف نانجینگ درآمد و با این وجود، با هیچ گویشی کاملاً یکسان نبود. در اواسط قرن نوزدهم، گویش پکنی غلبه یافته بود و دانستن آن برای هر کار مرتبط با دربار امپراتوری لازم بود.
در دهه ۱۹۳۰، یک زبان ملی معیار به نام گویو (国语/國語، «زبان ملی») در چین پذیرفته شد. پس از درگیری‌های زیاد میان حامیان گویش‌های شمالی و جنوبی و تلاش برای ایجاد یک گویش مصنوعی بی‌طرف، سرانجام کمیسیون ملی وحدت زبان بر پایه گویش پکن در سال ۱۹۳۲ مستقر شد. جمهوری خلق نیز که در سال ۱۹۴۹ تأسیس شد این گویش معیار را حفظ کرد و آن را پوتونگهوا (普通话/普通話 «گفتار مشترک») نامید. اکنون زبان ملی در آموزش، رسانه‌ها و موقعیت‌های رسمی در سرزمین اصلی چین و تایوان استفاده می‌شود. در هنگ کنگ و ماکائو به دلیل گذشته استعماری و زبانی، زبان مورد استفاده در آموزش، رسانه‌ها، موقعیت‌های رسمی و زندگی روزمره همچنان کانتونی محلی است، اگرچه زبان معیار بسیار تأثیرگذار بوده و در مدارس تدریس می‌شود.

### تأثیرات

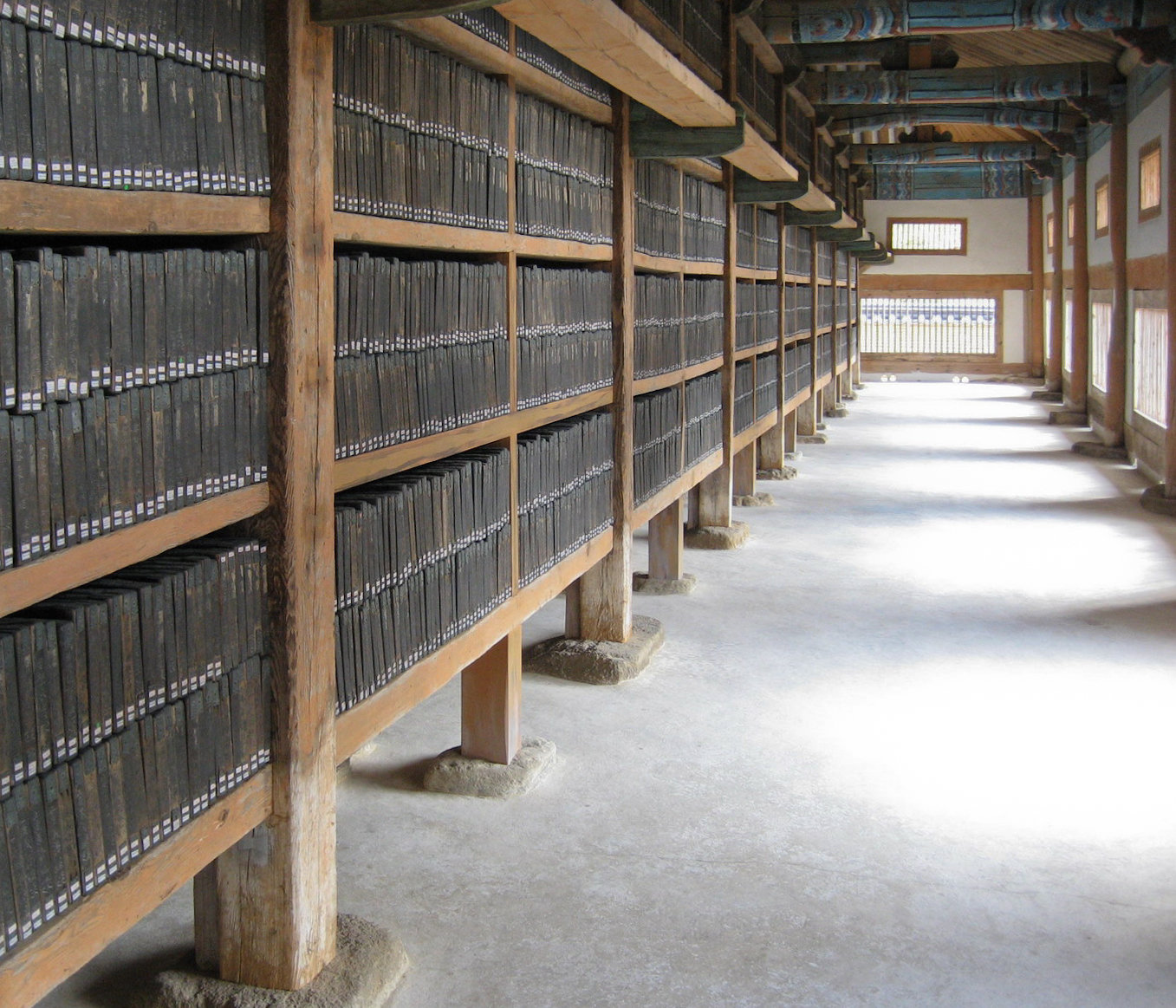
تریپیتاکا کوریانا یک مجموعه از احکام بودایی به زبان چینی واقع در کره

زبان چینی به راه‌های مختلفی به کشورهای همسایه گسترش یافته‌است. ویتنام شمالی در سال ۱۱۱ قبل از میلاد به قلمرو امپراتوری هان افزوده شد و این دوره از کنترل چین تقریباً به‌طور پیوسته برای یک هزاره ادامه داشت. فرمانداری‌های ۴ گانه نیز در قرن اول پیش از میلاد در شمال کره تأسیس شدند، اما در قرن‌های بعدی از هم پاشیدند. آیین بودایی چینی بین قرن‌های ۲ و ۵ میلادی در شرق آسیا گسترش یافت و همگام با آن خواندن ادبیات و کتاب‌های مقدس به زبان چینی کلاسیک آغاز شد. چینی تا اواخر قرن نوزدهم در کره و به میزان کمتری ژاپن و تا اوایل قرن ۲۰ در ویتنام به عنوان زبان اداری و علمی حفظ شد. در این دوران دانشمندان از سرزمین‌های مختلف می‌توانستند با استفاده از چینی کلاسیک ارتباط نوشتاری برقرار کنند.
اگرچه این کشورها از زبان چینی صرفاً برای برقراری ارتباط نوشتاری استفاده می‌کردند، اما هر کشور سنت خود را در خواندن متون داشت. واژگان چینی با این تلفظ‌ها به‌طور گسترده‌ای به زبان‌های کره‌ای، ژاپنی و ویتنامی وارد شده‌اند و امروز بیش از نیمی از واژگان آن‌ها را تشکیل می‌دهند. این هجوم گسترده واژگان چینی منجر به تغییر در ساختار واجی این زبان‌ها شده و به توسعه ساختار مورایی در ژاپنی و به هم خوردن هماهنگی واکه‌ای در کره‌ای کمک کرده‌است.

درصد زبان‌های مورد استفاده بر روی اینترنت - چینی ٪۴

اصطلاحات چینی وام گرفته شده در این زبان‌ها به گستردگی برای ایجاد واژگان مرکب برای مفاهیم جدید (همانند استفاده از ریشه‌های لاتین و یونانی باستان برای مفاهیم جدید در زبان‌های اروپایی) استفاده می‌شوند. و این گونه اصطلاحات جدید یا معانی جدید برای عبارات قدیمی پرشماری در اواخر قرن ۱۹ و اوایل قرن ۲۰ برای نامگذاری مفاهیم و مصنوعات غربی ایجاد شد. این واژگان که با حروف چینی مشترک نوشته شده‌اند، آزادانه بین زبان‌ها وام گرفته می‌شوند. آن‌ها حتی به زبان چینی که معمولاً در برابر وام‌واژه‌ها مقاوم است نیز وارد شده‌اند؛ بنابراین نسبت واژگان چینی در زبان‌های فنی، انتزاعی یا رسمی بیشتر از گونه‌های گفتاری و غیررسمی است. به عنوان مثال، در ژاپن، کلمات چینی حدود ۳۵٪ کلمات در مجلات سرگرمی، بیش از نیمی از کلمات در روزنامه‌ها و ۶۰٪ کلمات در مجلات علمی را تشکیل می‌دهند.
ویتنام، کره و ژاپن هرکدام سامانه‌های نوشتاری را برای زبان‌های خود که ابتدا بر اساس نویسه‌های چینی بود ایجاد کردند اما بعداً آن را با الفباهای دیگری جایگزین کردند که منجر به پدید آمدن هانگول برای کره‌ای و کانا برای ژاپنی شد. با این حال، این‌ها تا اواخر قرن نوزدهم به ادبیات عامه محدود بودند. امروزه ژاپنی با خط ترکیبی با استفاده از حروف چینی (کانجی) و کانا نوشته می‌شود. زبان کره‌ای نیز در هر دو کره با نویسه‌های هانگول نوشته می‌شود، گرچه حروف چینی تکمیلی (هانجا) نیز به ندرت در کره جنوبی کاربرد دارند. ویتنامی نیز امروزه، در نتیجه استعمار فرانسه در گذشته، با الفبایی مبتنی بر لاتین نوشته می‌شود.
در فارسی واژه‌های چای، کنفسیوس، ووشو، کونگ‌فو و فنگ‌شویی در اصل ریشه‌ای چینی دارند.

## واج‌شناسی
فرق عمده زبان چینی ماندارین با اکثر زبان‌های دیگر جهان در نواخت‌بر بودن آن می‌باشد. بدین صورت که هر هجا در این زبان (chang, chung, bei, ba, lai و…) در ۴ نواخت و تعدادی از هجاها نیز به صورت استثنائی در ۵ نواخت تلفّظ می‌شوند.
- در نواخت اوّل هجا به صورت یکنواخت و کشیده تلفظ می‌شود.
- در نواخت دوّم، در هنگام تلفّظ هجا صدای فرد به صورت تدریجی به سمت بالا می‌رود.
- در نواخت سوّم صدای فرد ابتدا به سمت پایین سقوط می‌کند و سپس به سمت بالا اوج می‌گیرد.
- در نواخت چهارم هجا به صورت دفعی و ضربتی تلفّظ می‌شود.
- تلفّظ پنجم هم که به صورت استثنائی در برخی هجاها وجود دارد فاقد نواخت است و هجا به صورت معمولی بیان می‌شود.

### مثال از نواخت‌ها
به عنوان مثال هجای ma در نواخت اوّل معنی مادر را می‌دهد و بدین شکل نوشته می‌شود:(媽/妈). در نواخت دوّم معنای کَنَف را می‌دهد و بدین شکل نوشته می‌شود:(麻). در نواخت سوّم معنی اسب را می‌دهد و بدین شکل نوشته می‌شود:(馬/马). در نواخت چهارم معنای توامان سرزنش کردن و توهین کردن را می‌دهد و بدین شکل نوشته می‌شود:(罵/骂). در نواخت پنجم به عنوان جزء پایانی جمله سؤالی بکار می‌رود و جمله را سؤالی می‌کند و بدین شکل نوشته می‌شود:(嗎/吗).
| نماد  | پین‌یین | نوع           | معنی         |
| ----- | ------ | ------------- | ------------ |
| 妈/媽 | mā     | سطح بالا      | «مادر»       |
| 麻    | má     | خیز بالا      | «کنف»        |
| 马/馬 | mǎ     | افت-خیز پایین | «اسب»        |
| 骂/罵 | mà     | خیز بالا      | «سرزنش کردن» |
| 吗/嗎 | ma     | خنثی          | جزء پرسشی    |

کانتونی معیار دارای ۶ نواخت است، برای مثال:
| نماد  | جیوت‌پینگ | نوع                 | معنی      |
| ----- | -------- | ------------------- | --------- |
| 诗/詩 | si1      | سطح بالا، افت بالا  | «شعر»     |
| 史    | si2      | خیز بالا            | «تاریخ»   |
| 弒    | si3      | سطح میانه           | «کشتن»    |
| 时/時 | si4      | افت پایین           | «زمان»    |
| 市    | si5      | خیز پایین           | «فروشگاه» |
| 是    | si6      | سطح پایین           | «بله»     |
| 色    | sik1     | سطح بالا (ایستاده)  | «رنگ»     |
| 锡/錫 | sik3     | سطح میانه (ایستاده) | «قلع»     |
| 食    | sik6     | سطح پایین (ایستاده) | «خوردن»   |

## دستور زبان
چینی بیشتر به عنوان یک زبان «تک‌هجایی» توصیف می‌شود که تا حدودی درست است. در واقع چینی کلاسیک و چینی میانه تک‌هجایی هستند. برای نمونه، در چینی کلاسیک، شاید ۹۰٪ کلمات با یک هجا و یک نویسه یکسان مطابقت دارند. در گونه‌های نوین چینی، معمولاً اینگونه است که یک تکواژ یک هجا است. فارسی در مقابل، واژگان چندهجایی فراوانی دارد، مانند «گربه»، «بالا»، «شیرین» و «نمایشگاه».
برخی از گونه‌های محافظه‌کار امروزی چینی جنوبی، به ویژه در میان واژگان پایه‌ای، بیشتر دارای کلمات تک‌هجایی هستند. با این حال، در زبان ماندارین نوین، بیشتر اسم‌ها، صفت‌ها و فعل‌ها عمدتاً چندهجایی هستند. دلیل اصلی این وضعیت دستوری‌شدگی است و تغییر صوتی نیز با گذر زمان باعث کاهش تعداد هجاهای موجود شده‌است. اکنون در ماندارین نوین، با وجود تفاوت‌های آوایی، فقط وجود حدود ۱۲۰۰ هجا ممکن است؛ در حالی که در ویتنامی حدود ۵٬۰۰۰ (هنوز هم بیشتر زبانی تک‌هجایی است) و در انگلیسی بیش از ۸٬۰۰۰ هجا وجود دارد.
در دستور زبان چینی صرف فعل وجود ندارد و هر فعل فقط یک شکل دارد. به عبارت دیگر شکل فعل بدون توجه به اسم یا ضمیر به همان صورت باقی می‌ماند. زمان فعل نیز با افزودن نویسه نشان داده می‌شود. همچنین هیچ شکل جمعی برای اسم‌ها و ضمایر وجود ندارد و برای جمع بستن اسم‌های مفرد، فقط نویسه‌های خاصی را باید افزود. روش ساخت صفت برتر یا برترین در زبان چینی نیز مانند فارسی نیست و با افزودن نویسه به صفت اصلی منتقل می‌شود. برای نمونه 小的 به معنای کوچک است و 较小的 به معنای کوچک‌تر.
ترتیب قرار گرفتن واژگان در جمله همانند زبان انگلیسی به صورت نهاد-فعل-مفعول است. صفت، عبارت قیدی و متمم دیگر عناصری هستند که همراه با اسم و فعل در جمله می‌آیند. عبارت قیدی پیش از فعل یا در بعضی موارد در ابتدای جمله و متمم نیز به دنبال یک عبارت فعلی یا صفت می‌آید.
چینی همچنین یک سامانه گسترده رابط شماری و واژگان اندازه‌گیری دارد. ضمیراندازی و نهاداندازی مرتبط با آن و ساختار پیاپی فعلی از دیگر ویژگی‌های قابل توجه چینی هستند.

## واژگان
مجموعه نویسه‌های چینی از زمان باستان تاکنون بیش از ۲۰٬۰۰۰ نویسه را شامل می‌شود که امروزه تقریباً از ۱۰ هزارتای آن استفاده می‌شود. با این حال نباید نویسه‌های چینی را با واژگان چینی اشتباه گرفت. از آنجا که بیشتر کلمات چینی از دو یا چند نویسه تشکیل شده‌اند، تعداد واژگان چینی بسیار بیشتر از نویسه‌هاست. معادل دقیق‌تر برای نویسه چینی، تکواژ است، زیرا نویسه‌ها کوچکترین واحدهای دستوری را با مفاهیم جداگانه در زبان چینی نشان می‌دهند.

### وام‌واژه‌ها
مانند هر زبان دیگر، چینی شمار زیادی وام‌واژه را از فرهنگ‌های دیگر پذیرفته‌است. بیشتر واژگان چینی، از جمله واژگان که اشیای وارداتی و ایده‌ها، از تکواژهای بومی چینی تشکیل شده‌اند. با این حال، وام‌گیری آوایی مستقیم واژگان خارجی از زمان‌های گذشته ادامه داشته‌است.
شماری وام‌واژه از زبان‌های هندواروپایی نخستین در چینی مطرح شده‌است، همچون 蜜 (mì، «عسل»)، 狮/獅 (shī، «شیر») و همچنین شاید 马/馬 (mǎ، «اسب»)، 猪/豬 (zhū، «خوک»)، 犬 (quǎn، «سگ») و 鹅/鵝 (é، «غاز»). گروهی دیگر از واژگان در امتداد جاده ابریشم از دوران رواج چینی کهن وام گرفته شده‌اند که شامل 葡萄 (pútáo، «انگور»)، 石榴 (shíliu/shíliú، «انار») و 狮子/獅子 (shīzi، «شیر») و بیشتر دارای ریشه فارسی و ایرانی هستند. برخی دیگر از واژگان همچون 佛 (Fó، «بودا») و 菩萨/菩薩 (Púsà، «بوداسف») از متون مقدس بودایی وام گرفته شده‌اند و عمدتاً دارای ریشه‌های سانسکریت یا پالی (زبان‌های مقدس شمال هند) هستند. واژگان دیگری نیز، مانند 胡同 (hútòng، «کوچه»)، 琵琶 (pípá، «عود») و 酪 (lào/luò، «پنیر» یا «ماست») از زبان‌های مردم کوچ‌نشین پیرامون چین آمده‌اند. این واژگان بیشتر از زبان مردم قبایل بیابان گبی و مغول‌ها وام گرفته شده‌اند اما ریشه دقیق آن‌ها ناشناس است.

## نوشتار
در زبان چینی نوشتار به دو صورت است:
1. چینی سنتی یا کلاسیک
2. چینی ساده‌شده

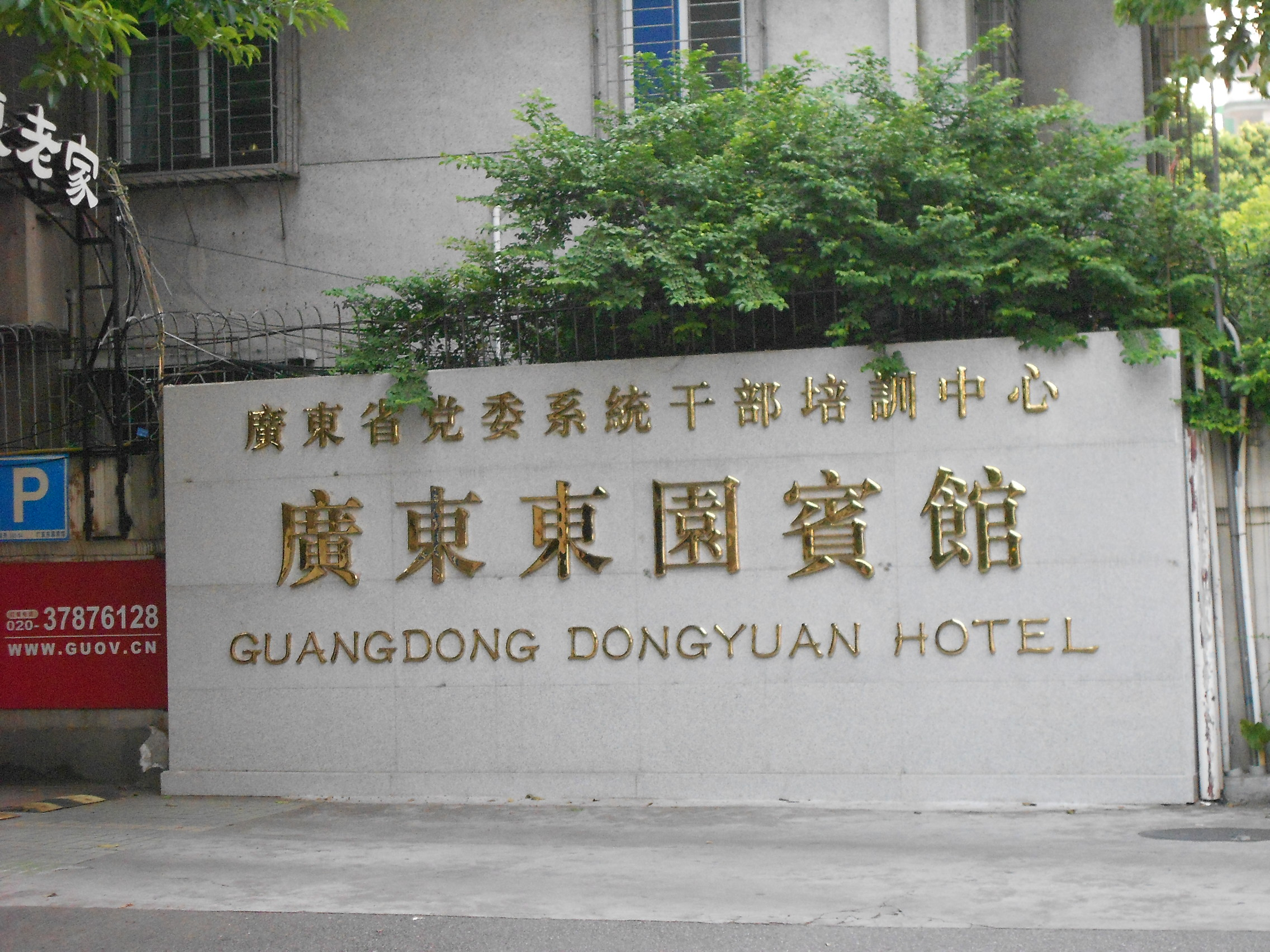
نویسه‌های چینی

چینی سنتی خط اصیل زبان چینی می‌باشد که برای نخستین بار در زمان حکمرانی امپراتوری هان در چین پدیدار گشت و از آن زمان برای نگارش زبان چینی به کار می‌رفته‌است و اکنون در کشورهای جمهوری چین (تایوان)، هنگ کنگ، ماکائو و چینی‌های مقیم ایالات متّحده و غرب رایج است. چینی ساده‌شده در واقع ساده‌شده همان خط سنّتی است که در جمهوری خلق چین و سنگاپور رایج است. این خط به دستور مائو تسه‌تونگ مؤسّس جمهوری خلق چین از ساده کردن خط سنّتی به دست آمده‌است.
تعداد نویسه‌های این زبان که در چینی به آن‌ها خَنزی (汉字) به‌طور سنّتی بالغ بر ۷۰٬۰۰۰ تا ۸۰٬۰۰۰ عدد می‌باشد که البته امروزه همگی آن‌ها (جز برای کاربردهای ادبی و مطالعاتی) منسوخ شده‌اند و در حال حاضر یک چینی یا یک خارجی که می‌خواهد چینی بیاموزد، برای آنکه بتواند بگوید سواد کامل دارد باید تنها حدود ۱۰٬۰۰۰ کاراکتر را بخواند و بنویسد. امروزه برای آوانویسی یا لاتین‌نویسی این زبان از سیستمی مبتنی بر الفبای لاتین به نام پین‌یین استفاده می‌شود.
نمونه‌های ساده‌شدگی:
 𦥯 → 龸, ⇒ 學 → 学; 覺 → 觉; 黌 → 黉; …
 單 → 单, ⇒ 彈 → 弹; 嬋 → 婵; 囅 → 冁; …
 頁 → 页, ⇒ 顏 → 颜; 頷 → 颔; 順 → 顺; …
 專 → 专, ⇒ 傳 → 传; 轉 → 转; 磚 → 砖; …
 𩙿 → 饣, ⇒ 飯 → 饭; 飽 → 饱; 飼 → 饲; …
 訁 → 讠, ⇒ 話 → 话; 語 → 语; 誰 → 谁; …

## دسته‌بندی
زبان‌شناسان همه گونه‌های چینی را در کنار زبان‌های برمه‌ای، تبتی و سایر زبان‌های رایج در هیمالیا و توده‌کوه آسیای جنوب شرقی در خانواده زبان‌های چینی-تبتی قرار می‌دهند. گرچه این رابطه برای اولین بار در اوایل قرن نوزدهم مطرح شد و اکنون به‌طور گسترده‌ای پذیرفته شده‌است، بازسازی زبان نیا-چینی-تبتی بسیار کمتر از خانواده‌هایی همچون هندواروپایی و آستروآسیایی انجام شده‌است. دشواری‌های این کار شامل گوناگونی بالای زبان‌ها، عدم وجود تصریف در بسیاری از آن‌ها و اثرات تماس زبانی است. علاوه بر این، بسیاری از زبان‌های کوچکتر در مناطق کوهستانی صحبت می‌شوند که دسترسی به آن‌ها دشوار است و اغلب آن‌ها در مناطق حساس مرزی نیز هستند. درواقع انشعاب یک زبان اولیه به چینی و تبتی-برمه‌ای اغلب فرض می‌شود، اما تاکنون به‌طور قانع کننده‌ای اثبات نشده‌است.

## گونه‌ها
نسبت شمار زبان اول گویشوران چینی

پراکندگی گویش‌های مختلف زبان چینی در چین

در سرتاسر کشور چین زبان‌ها و گویش‌های مختلفی وجود دارد که اختلاف و فرق اکثر آن‌ها در چگونگی تلفّظ هجاها می‌باشد که در بالا توضیح داده شد. مثلاً یک هجا در زبان یک ناحیه با یک آهنگ خاص یک معنی می‌دهد و در ناحیه‌ای دیگر با همان طرز بیان و آهنگ معنی دیگر. مثلاً همان‌طور که گفته شد زبان رسمی یا ماندارین دارای ۴ آهنگ ولی زبان کانتونی که در جنوب این کشور در استان گوانگ‌دونگ (کانتون) رایج است دارای ۸ آهنگ برای تلفّظ هجاها می‌باشد.
گونه‌های چینی بیشتر در واج‌شناسی و تا حد کمتری در واژگان و نحو با یکدیگر تفاوت دارند. گونه‌های جنوبی نسبت به گونه‌های شمالی و مرکزی تمایل کمتری برای استفاده از همخوان‌های اولیه دارند، اما بیشتر اوقات همخوان‌های نهایی چینی میانه را حفظ می‌کنند. همه آن‌ها دارای نواخت واجی هستند ولی گونه‌های شمالی متمایل به تمایز لحنی کمتری نسبت به گونه‌های جنوبی هستند. بسیاری از آن‌ها دارای نواخت ساندی هستند که پیچیده‌ترین الگوهای آن در مناطق ساحلی از چجیانگ تا شرق گوانگ‌دونگ است.

### رده‌بندی
زبان چینی به هفت گروه زبان اصلی (که به دلایل سیاسی در چین به عنوان لهجه تقسیم‌بندی می‌شوند) تقسیم می‌شود. این هفت گونه از نظر ساخت‌شناسی واژگانی و آوایی از یکدیگر به حدی متفاوت هستند که اغلب برای گویشوران سایر زبان‌ها غیرقابل درک هستند، چیزی شبیه زبان انگلیسی نسبت به آلمانی یا دانمارکی. بر اساس برآوردها در سال ۲۰۱۰ میلادی ۹۵۵ میلیون نفر از جمعیت ۱۳۴۰ میلیون نفری چین به گونه‌های مختلف زبان ماندارین به عنوان زبان اول صحبت می‌کنند که در حدود ۷۱ درصد جمعیت این کشور می‌باشند.
گونه‌های چینی عمدتاً بر اساس شیوه تکامل حروف ابتدایی از چینی میانه، در هفت گروه گویشی دسته‌بندی می شوند :
- چینی ماندارین شامل چینی معیار، پکنی و سیچوآنی و همچنین زبان دونقانی که در آسیای مرکزی رایج است
- چینی وو شامل شانگهایی
- چینی گن
- چینی شیانگ
- چینی مین شامل هاکین
- چینی هاکا
- چینی یوئی شامل کانتونی

برخی زبان‌شناسان سه گروه زیر را نیز گروه‌هایی مجزا به‌شمار می‌آورند:
- چینی جین (گاهی زیرگروه ماندارین)
- چینی هوی (گاهی زیرگروه وو)
- چینی پینگ (گاهی زیرگروه یوئی)

چندین گونه همچون گویش دانژو (رایج در دانژو در جزیره هاینان)، واشیانگهوا (رایج در غرب هونان) و شائوژو توهوا (رایج در شمال گوانگ‌دونگ) تاکنون رده‌بندی نشده‌اند.

### چینی معیار
چینی معیار که بر پایهٔ گویش پکن بنا شده‌است، زبان رسمی جمهوری خلق چین و جمهوری چین (تایوان) و یکی از چهار زبان رسمی سنگاپور است. این زبان یکی از ۶ زبان رسمی سازمان ملل می‌باشد. در محاوره روزمره منظور از ماندارین، زبان چینی استاندارد است نه زبان ماندرین که خود خانواده‌ای از زبان‌ها را پوشش می‌دهد.

## به عنوان زبان خارجی

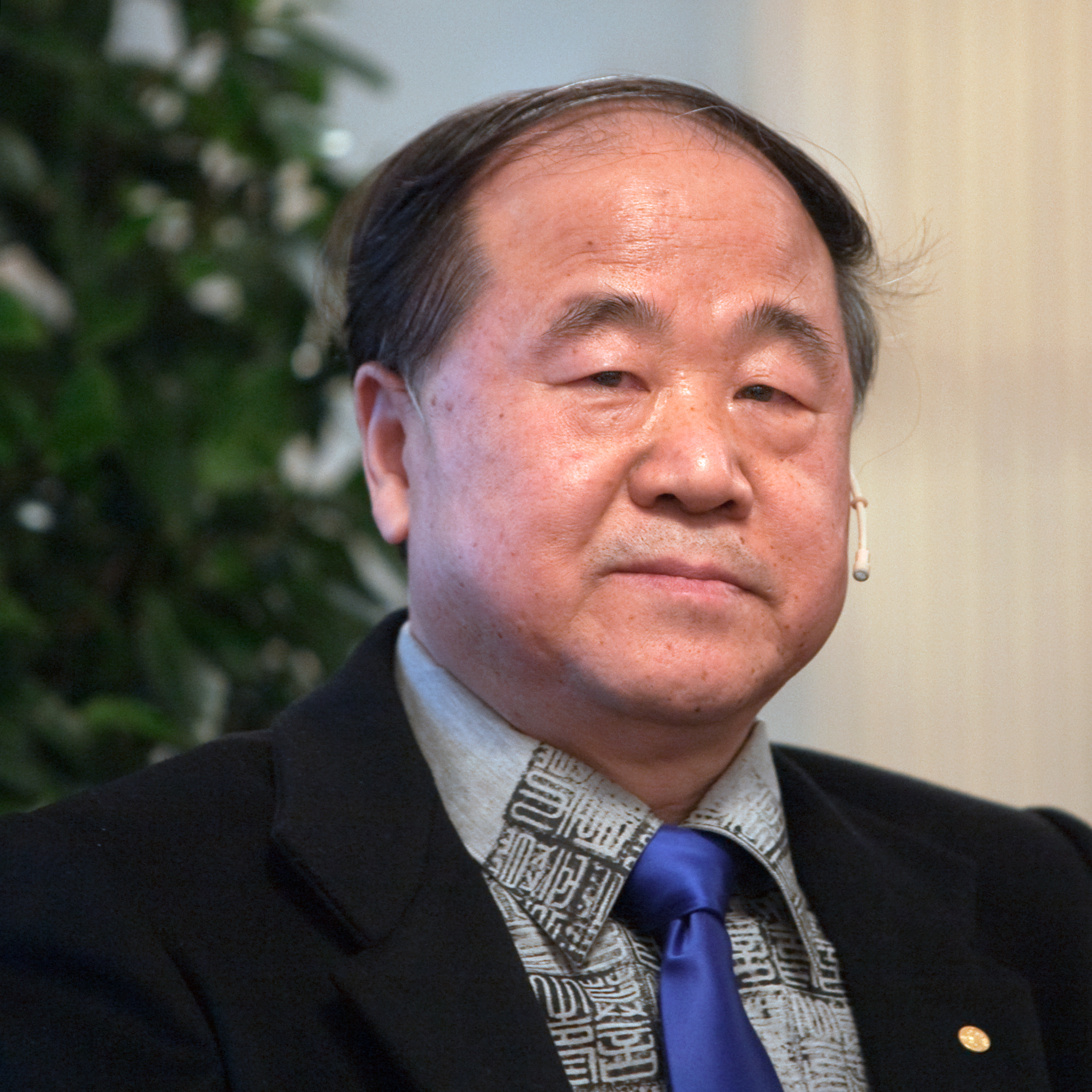
مو یان نویسندهٔ معاصر چینی، برنده جایزه نوبل ادبیات در سال ۲۰۱۲

با توجه به اهمیت و نفوذ روزافزون اقتصاد چین در سطح جهان، آموزش ماندارین در مدارس ایالات متحده در حال رایج شدن است و این زبان به‌طور فزاینده‌ای درحال انتخاب شدن به عنوان رشته تحصیلی در بین جوانان در جهان غرب، مانند بریتانیا است. برای مثال در سال ۱۹۹۱ تعداد ۲٬۰۰۰ زبان آموز خارجی در آزمون رسمی مهارت‌سنجی چینی چین (که با نام HSK نیز شناخته می‌شود) شرکت کردند در حالی که در سال ۲۰۰۵، تعداد متقاضیان به شدت افزایش یافته و به ۱۱۷٬۶۶۰ رسید.

### در ایران
زبان چینی در ایران نیز در حال محبوب شدن است. اکنون رشته زبان چینی در دانشگاه‌های تهران، شهید بهشتی، علامه طباطبایی و دانشگاه اصفهان آموزش داده می‌شود. در تهران و برخی از مراکز استان‌ها نیز موسسات آموزش زبان چینی راه‌اندازی شده‌است.

## نمونه‌ها
واژگان کاربردی
| معادل فارسی             | نحوه تلفظ             | متن چینی       |
| ----------------------- | --------------------- | -------------- |
| بله                     | Shì                   | 是             |
| خیر                     | bù                    | 不             |
| سلام                    | Nǐ hǎo                | 你好           |
| حال شما چطور است؟       | Nǐ hǎo ma             | ？你好吗       |
| اسم شما چیست؟           | Nǐ jiào shénme míngzi | ？你叫什么名字 |
| نام من _____ است.       | ______ Wǒ jiào        | _____我叫      |
| لطفاً                    | Qǐng                  | 请             |
| ممنون                   | Xièxiè                | 谢谢           |
| ببخشید! / عذر می خواهم. | Dǎrǎo yixià           | 打扰一下       |

تشکر
| معادل فارسی                       | نحوه تلفظ                            |
| --------------------------------- | ------------------------------------ |
| متشکرم                            | xie xie                              |
| مهم نیست (خوش باش یا وظیفه‌ام بود) | hen le yi                            |
| خواهش می‌کنم                       | bu ke qi                             |
| از کمکتان سپاسگزارم               | gan xie ni de bang mang              |
| این خوبیِ شما را می‌رساند           | ni zhen hao                          |
| از شما قدردانی می‌کنم              | gan xie ni de hao yi                 |
| ممنون از همه چیز                  | gan xie ni wei wo zhun bei de yi qie |
| ممنون. روز خیلی خوبی بود          | gan xie ni zhe mehao de yi tian      |

عذرخواهی
شرمنده (ببخشید) = dui bu qi
لطفاً مرا ببخش = qing yuan liang
متأسفم که باعث شدم شما منتظر بمانید = dui bu qi, rang ni jiu deng le
این بی‌دقتی مرا نشان می‌دهد = shi wo bu xiao xi
متأسفم، نمی‌توانم شما را همراهی کنم = dui bu qi, wo bu neng lai
متأسفم که باعث شدم قرارمان را به هم بزنیم = dui bu qi, shi yue le
معذرت می‌خواهم که شما را به زحمت انداختم = hen bao qian , gei ni dai lai le bu bian
متأسفم که این‌قدر برای شما مشکل درست کردم = hen bao qian , gei ni dai lai le ma fan
مشکلی نیست، خودت را ناراحت نکن = qing bie zai yi
مشکلی نیست = mei guan xi
اهمیت ندهید = bu yao jin
پرسش دوباره
لطفاً تکرار کنید = qing zai shuo yi ci
چی؟ =shen me
لطفاً آرام‌تر صحبت کنید = qing shuo man dian er
لطفاً بلندتر صحبت کنید = qing shuo da sheng dian er
واقعاً؟ = zhen de ma
آیا شما مطمئن هستید؟ = ni que ding ma
سؤال‌های ابتدایی
چرا = wei shen me
کی = shen me shi hou
کجا = zai na er
چیست؟ = zhe shi shen me
کدام = na yi ge
کیست = shi shui ya
چند تا = you duo shao
به چه مدت = you duo jiu
چه قدر دور است = you duo yuan
سلام گفتن
سلام = ni hao
صبح بخیر = zao an
بعدازظهر بخیر = wu an
غروب بخیر = wan an
چه طوری =ni hao ma
تا الان همه چیز خوب بوده = yi qie bu cuo
من زیاد بد نیستم = bu tai cha
وقت زیادی است که شما را ندیده‌ام = hao jiu bu jian le
از آشناییتان خوشبختم = hen gao xing jian dao ni
خوشحالم که شما را دوباره می‌بینم = hao gao xing zai jian dao ni